# Comarca de l'Ebro
La Comarca de l'Ebro és una comarca de la província de Burgos, a la comunitat autònoma de Castella i Lleó. Està situat a la vall de l'Ebre i té com a cap comarcal Miranda de Ebro.

## Municipis
- Altable
- Ameyugo
- Bozoó
- Bugedo
- Comtat de Treviño
- Encío
- La Puebla de Arganzón
- Miranda de Ebro
- Pancorbo
- Santa Gadea del Cid
- Valluércanes